# Cymothoe ogova
Cymothoe ogova là một loài bướm ngày thuộc họ Nymphalidae. Nó được tìm thấy ở miền nam Nigeria, Cameroon, Gabon và Cộng hòa Dân chủ Congo. Loài này sinh sống ở rừng.